# Championnat américain de course automobile 1905
Navigation
1916
Le Championnat américain de course automobile 1905 est la première édition du championnat de monoplace américaine et s'est déroulé du 10 juin au 29 septembre. Ce championnat est organisé par l'Association américaine des automobilistes (AAA).

## Calendrier
| no | Date         | Course            | Circuit                      | Lieu                       | Vainqueur       |
| -- | ------------ | ----------------- | ---------------------------- | -------------------------- | --------------- |
| 1  | 10 juin      | Morris Park 5     | Morris Park                  | Le Bronx, New York         | Louis Chevrolet |
| 2  | 17 juin      | Hartford 5        | Charter Oak Park             | West Hartford, Connecticut | Barney Oldfield |
| 3  | 26 juin      | Empire City 10    | Empire City Speedway         | Yonkers, New York          | Louis Chevrolet |
| 4  | 28 juin      | Brunots Island    | Brunots Island Driving Track | Pittsburgh, Pennsylvanie   | Barney Oldfield |
| 5  | 29 juin      | Brunots Island 10 | Brunots Island Driving Track | Pittsburgh, Pennsylvanie   | Louis Chevrolet |
| 6  | 4 juillet    | Morris Park 1     | Morris Park                  | Le Bronx, New York         | Webb Jay        |
| 7  | 14 août      | Glenville 5       | Glenville Driving Track      | Cleveland, Ohio            | Charles Burman  |
| 8  | 19 août      | Buffalo 5         | Kenilworth Park              | Buffalo, New York          | Barney Oldfield |
| 9  | 9 septembre  | Readville 5       | Hyde Park                    | Readville, Massachusetts   | Barney Oldfield |
| 10 | 23 septembre | Providence 5      | Narragansett Park            | Pawtuxet, Rhode Island     | Barney Oldfield |
| 11 | 29 septembre | Poughkeepsie 5    | Hudson River Driving Park    | Poughkeepsie, New York     | Barney Oldfield |

## Classement
| Pos.     | Pilote           | Voiture       | Points |
| -------- | ---------------- | ------------- | ------ |
| Champion | Barney Oldfield  | Peerless      | 26     |
| 2e       | Louis Chevrolet  | Fiat          | 12     |
| 3e       | Webb Jay         | White Steamer | 4      |
| 4e       | Charles Burman   | Peerless      | 4      |
| 5e       | Emanuel Cedrino  | Fiat          | 4      |
| 6e       | Dan Wurgis       | Reo Bird 32   | 4      |
| 7e       | Herbert Lytle    | Pope-Toledo   | 2      |
| 8e       | Montague Roberts | Thomas        | 2      |
| 9e       | Frank Wridgeway  | Peerless      | 1      |
|          | Guy Vaughn       | Decauville    |        |
|          | Maurice Bernin   | Renault       |        |
|          | Frank Durbin     | Stanley       |        |

## Courses organisées par l'AAA ne comptant pas pour le championnat
| Date         | Course         | Circuit                    | Lieu               | Vainqueur  |
| ------------ | -------------- | -------------------------- | ------------------ | ---------- |
| 8 août       | Grosse Point 5 | Grosse Point Track         | Détroit, Michigan  | Webb Jay   |
| 18 septembre | Syracuse 5     | New York State Fairgrounds | Syracuse, New York | Guy Vaughn |